# Minong
Minong is een plaats (village) in de Amerikaanse staat Wisconsin, en valt bestuurlijk gezien onder Washburn County.

## Demografie
Bij de volkstelling in 2000 werd het aantal inwoners vastgesteld op 531. In 2006 is het aantal inwoners door het United States Census Bureau geschat op 544, een stijging van 13 (2,4%).

## Geografie
Volgens het United States Census Bureau beslaat de plaats een oppervlakte van 3,9 km², geheel bestaande uit land. Minong ligt op ongeveer 324 m boven zeeniveau.

## Plaatsen in de nabije omgeving
De onderstaande figuur toont nabijgelegen plaatsen in een straal van 40 km rond Minong.